# Política económica del gobierno de Hugo Chávez

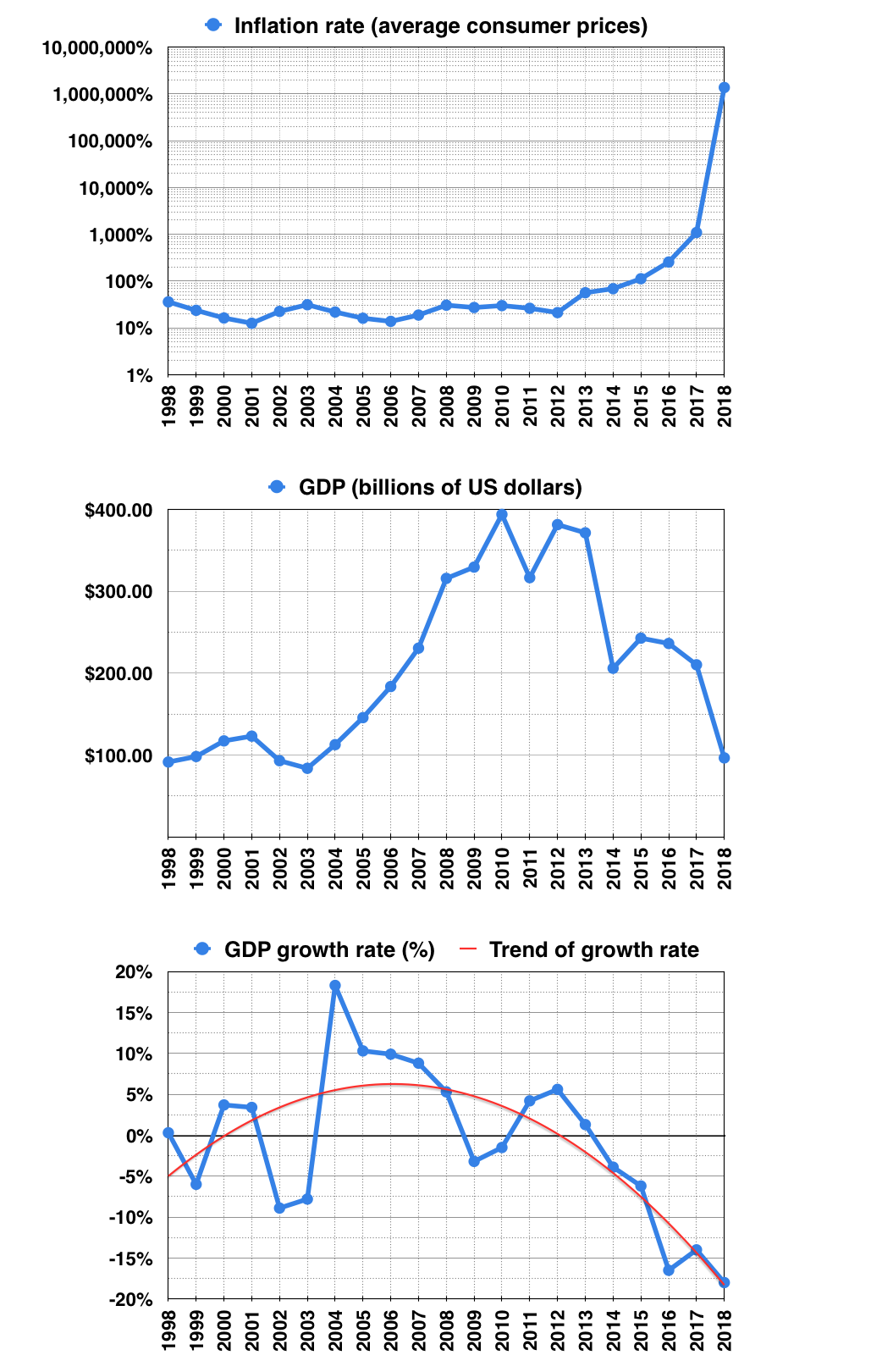
La línea azul representa las tasas anuales, mientras que la línea roja representa las tendencias de las tasas anuales dadas durante el período mostrado, entre 1998-2013, años posteriores corresponden al periodo de Nicolás Maduro. (fuentes: Fondo Monetario Internacional, Banco Mundial y Agencia Central de Inteligencia).

Desde su elección en 1998 hasta su muerte en marzo de 2013, el gobierno del fallecido presidente venezolano Hugo Chávez propuso y promulgó políticas económicas populistas como parte de su Revolución Bolivariana.
A principios de la década de los 2000, los precios del petróleo se dispararon y le ofrecieron fondos al gobierno de Chávez no vistos desde el comienzo del colapso económico de Venezuela en la década de 1980. A nivel nacional, Chávez utilizó esos fondos petroleros para políticas sociales, creando las "Misiones Bolivarianas", destinadas a brindar servicios públicos para mejorar las condiciones económicas, culturales y sociales de los venezolanos. Estas políticas incluían la redistribución de la riqueza, una reforma agraria y la democratización de la actividad económica mediante la autogestión del lugar de trabajo y la creación de cooperativas propiedad de los trabajadores  A nivel internacional, la administración de Chávez utilizó la producción de petróleo para aumentar la autonomía de Venezuela de los gobiernos de Estados Unidos y Europa, y utilizó los fondos petroleros para promover la integración económica y política con otras naciones latinoamericanas. 
La economía de Venezuela mejoró dramáticamente durante gran parte de la presidencia de Chávez, con una tendencia positiva hasta el colapso del precio del petróleo en 2013. Desde 1999 hasta 2013, la inflación cayó a sus niveles más bajos en el país desde fines de la década de 1980, y el desempleo se redujo drásticamente, luego de muchos años de aumentos antes de que Chávez fuera elegido. En 1999, cuando Chávez asumió el cargo, el desempleo era del 14,5 por ciento; para 2011 se había reducido al 7,8 por ciento. La pobreza también disminuyó significativamente, cayendo casi un 50 por ciento desde la huelga petrolera, y la pobreza extrema disminuyó en más del 70 por ciento.
A medida que el sucesor de Chávez, Nicolás Maduro, comenzó a aumentar el gasto interno después del colapso del precio del petróleo, la alta inflación, los controles de divisas, el riesgo de incumplimiento impidieron la entrada de divisas extranjeras a Venezuela. El gobierno de Chávez recurrió a China para financiar su gasto en programas sociales. A principios de la década de 2000, el gobierno de Chávez gastó continuamente en gastos sociales. Otras industrias sufrieron como resultado de la dependencia del petróleo, y la participación de la manufactura en el PIB cayó del 17.4% en 1998 cuando Chávez asumió el cargo al 14.2% en 2012. Como resultado del gasto y de políticas como el control de precios, hubo escasez en Venezuela y la tasa de inflación creció a una de las más altas del mundo.

## Políticas gubernamentales

### Petróleo y recursos naturales
Bajo el gobierno de Chávez, la producción de petróleo crudo disminuyó de 3,12 millones de bpd en 1999, a 2,95 millones de bpd en 2007, mientras que los precios del petróleo aumentaron 660%. Los ingresos estatales derivados del petróleo "aumentaron del 51% de los ingresos totales en 2000 al 56% en 2006"; las exportaciones de petróleo "han crecido del 77% en 1997 [...] al 89% en 2006". Stephen Randall, director del Centro de Investigaciones Latinoamericanas de la Universidad de Calgary, señaló que durante sus años en el poder Venezuela aumentó su dependencia de las exportaciones de petróleo al 95% (2012) desde el 80% cuando asumió el poder en 1999 Además, antes de la crisis financiera de 2008, el petróleo venezolano se vendía a 129 dólares el barril. Luego cayó a $ 43 en marzo de 2009. Un artículo de 2014 de CNBC declaró que bajo Chávez, la producción de petróleo se redujo de 3,5 millones de barriles por día a 2,6 millones de barriles por día.. La CNBC continuó afirmando que aunque la producción de petróleo disminuyó, el gasto público aumentó a más del 50% del PIB, gastando más de lo recibido en ganancias petroleras, lo que llevó a préstamos externos que ascendieron a más de $ 106 mil millones a partir de 2012. Los flujos de inversión extranjera al final de su presidencia en 2013 eran la mitad de lo que habían sido en 1999.
En respuesta a los bajos precios del petróleo a fines de la década de 1990, Chávez jugó un papel de liderazgo dentro de la Organización de Países Exportadores de Petróleo (OPEP) para revitalizar esa organización y obtener la adhesión de los miembros a cuotas de producción más bajas diseñadas para impulsar el precio del petróleo. El anuncio del ministro de Petróleo venezolano, Alí Rodríguez Araque, en 1999, de que su país respetaría las cuotas de producción de la OPEP, marcó "un giro histórico de la política petrolera tradicional pro-estadounidense de la nación". El 13 de noviembre de 2001, en virtud de la ley habilitante autorizada por la Asamblea Nacional, el presidente Chávez promulgó la Ley de Hidrocarburos, que entró en vigor en enero de 2002. La nueva Ley de Hidrocarburos requería que un mínimo del 51% de PDVSA fuera propiedad del gobierno venezolano y aumentaba las regalías pagadas por las corporaciones extranjeras del 16.6% al 30% en un intento por repatriar más fondos petroleros a Venezuela.
En 2004, $ 1.5 mil millones del presupuesto de $ 15 mil millones de PDVSA se destinaron a financiar programas sociales, y luego se elevó a $ 4 mil millones por año. Chávez también exploró la liquidación de algunos o todos los activos de la filial estadounidense de PDVSA, Citgo, que recibió críticas entre el público venezolano debido a la corrupción. Según el ministro de Hacienda, Nelson Merentes, el presupuesto de 2006 de Venezuela obtendría más ingresos por impuestos que por la industria petrolera, a diferencia de antes.
El economista Mark Weisbrot, en un análisis de la administración de Chávez, dijo: "La actual expansión económica comenzó cuando el gobierno tomó el control de la compañía petrolera nacional en el primer trimestre de 2003. Desde entonces, el PIB real (ajustado a la inflación) casi se duplicó, creciendo un 94,7 por ciento en 5,25 años, o un 13,5 por ciento anual. La mayor parte de este crecimiento se ha producido en el sector económico no petrolero, y el sector privado ha crecido más rápido que el sector público". El analista político y colaborador del sitio web bolivariano Venezuelanalysis.com, Barry Cannon, escribió que el gasto había aumentado bajo Chávez. "El gasto en educación como porcentaje del PIB se situó en 5,1% en 2006, frente a 3,4% en el último año del gobierno de Caldera". El gasto en salud "ha aumentado del 1,6% del PIB en 2000 al 7,7% en 2006".
En 2012, los analistas dijeron que PDVSA estaba en una "crisis", ya que "en los últimos diez años no han podido aumentar la producción". Los críticos afirmaron que las inversiones en la producción de petróleo y gas natural solo ascendieron a US $ 17,9 mil millones, mientras que el gobierno gastó US $ 30,1 mil millones en programas sociales y aviones de combate rusos. El secretario general de la Federación Unida de Trabajadores del Petróleo de Venezuela (FUTPV) dijo que "PDVSA se está desmoronando" y que "la falta de dirección, inversión y mantenimiento están arruinando las industrias del petróleo y el gas natural". Los críticos también acusaron a Chávez de permitir que los leales dirijan PDVSA en lugar de los calificados para los puestos, y que la empresa solo contrata simpatizantes políticos del presidente. En 2013, PDVSA tomó más de US $ 10 mil millones en préstamos de China y Rusia debido a una supuesta falta de moneda fuerte y tenía una deuda financiera de US $ 39,2 mil millones.

### Cooperativas y democratización económica
Desde que Chávez fue elegido en 1998, se formaron más de 100.000 cooperativas propiedad de los trabajadores, que representaban aproximadamente 1,5 millones de personas, con la asistencia de crédito inicial del gobierno, capacitación técnica y dando trato preferencial a las cooperativas en las compras estatales de bienes y equipos. Ha habido un aumento en la cantidad de empresas cooperativas que tienen incentivos fiscales en la nueva constitución de 1999. En 2005, aproximadamente el 16% de los ciudadanos con empleo formal de Venezuela estaban empleados en una cooperativa. Sin embargo, un censo de 2006 mostró que hasta el 50% de las cooperativas estaban funcionando incorrectamente o fueron creadas de manera fraudulenta para obtener acceso a fondos públicos.
Además, varios miles de "consejos comunales" fueron creados. En estos consejos comunales, los ciudadanos forman asambleas para determinar qué se hará con los fondos del gobierno en su área local. Los grupos están formados por 150-200 familias o más en áreas urbanas, y comienzan alrededor de 15-20 familias en áreas rurales, y sus decisiones son vinculantes para los funcionarios del gobierno local. 21.000 de estos grupos se crearon en 2007 y 30.179 en 2009. En 2007, aproximadamente el 30% de los fondos estatales estaban controlados directamente por los consejos comunales, con el objetivo de que eventualmente controlen el 50%.
Las leyes bancarias aprobadas en 2001 requieren que todos los bancos reserven al menos el 3% de su capital para microcréditos.

### Programas de reducción de la pobreza y gasto social

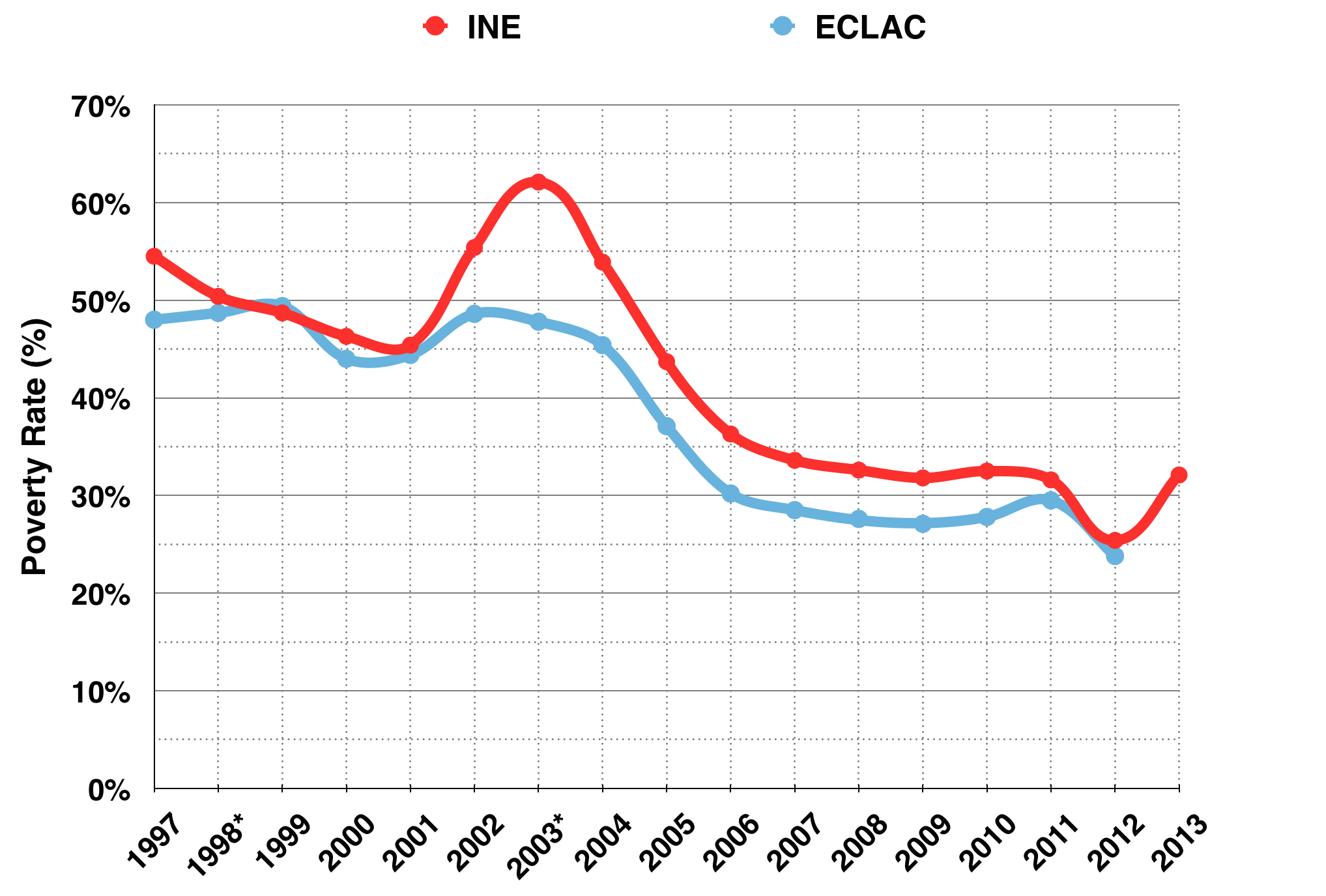
Datos de diversas fuentes de la tasa de pobreza de Venezuela (%) de 1997 a 2013. Fuentes: CEPAL, INE

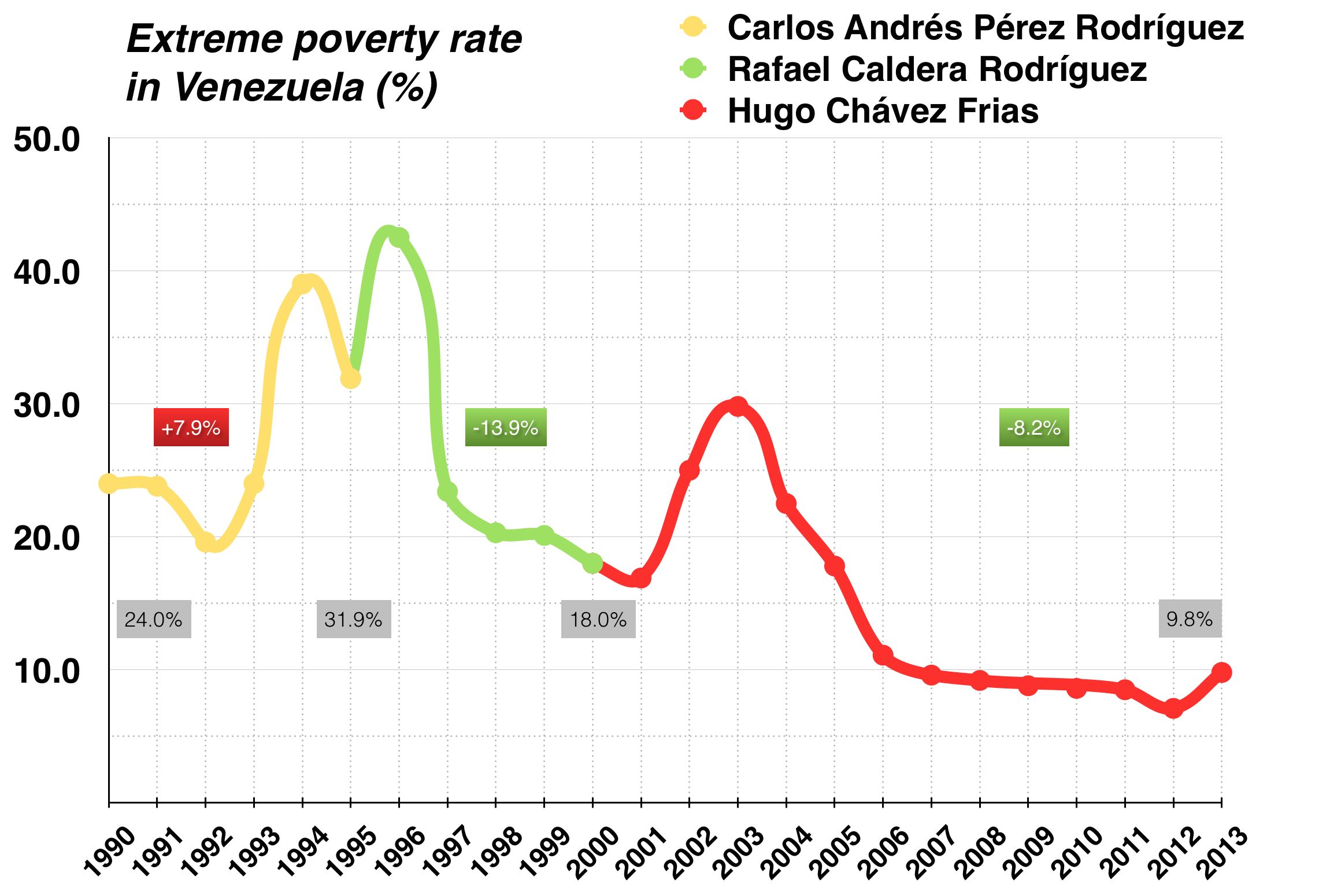
Tasa de pobreza extrema de Venezuela de 1990 a 2013. Fuente: INE
- Presidentes interinos excluidos. Un año de retraso en la transferencia de datos durante cambios de mandato presidencial debido a nuevas políticas, inauguraciones, etc.

Una de las principales formas en que la administración de Chávez intentó solucionar el problema de la desigualdad económica fue mediante la redistribución de la riqueza, principalmente a través de la reforma agraria y los programas sociales. El gobierno de Chávez llevó a cabo una serie de Misiones Bolivarianas destinadas a brindar servicios públicos (como alimentos, atención médica y educación) para mejorar las condiciones económicas, culturales y sociales. Según la Comisión Económica de las Naciones Unidas para América Latina y el Caribe (CEPAL), las tasas de pobreza se redujeron del 49,4% en 1999 al 23,9% en 2012. Datos del Instituto Nacional de Estadística (INE) muestran que la tasa de pobreza de Venezuela disminuyó entre 1999 y 2013 del 48,7% al 32,1%. Un informe de la OEA de 2010 que criticaba las normas de derechos humanos de Venezuela indicó logros en la lucha contra el analfabetismo, la atención médica y la pobreza, y avances económicos y sociales.
Sin embargo, el gobierno de Chávez gastó en gasto social y no ahorró suficiente dinero para futuras dificultades económicas. El 31 de marzo de 2000, Chávez inició políticas que dieron como resultado que el gobierno venezolano gastara más de lo que recibió cuando los precios del petróleo comenzaron a subir. La pobreza en Venezuela comenzó a aumentar en la década de 2010. Durante la campaña de Chávez antes de las elecciones presidenciales de 2012, triplicó el déficit de Venezuela mientras estaba en una "juerga de gastos". En 2014, El Universal informó que en los cinco años anteriores que incluyeron años bajo las políticas de Chávez, el poder adquisitivo de quienes tenían trabajos de salario mínimo había disminuido drásticamente en comparación con otros países de la región, supuestamente debido a la alta tasa de inflación y las múltiples devaluaciones de la moneda de Venezuela.

#### Controles de precios
El gobierno venezolano también estableció controles de precios en 2003 en alrededor de 400 alimentos básicos en un esfuerzo, según el Washington Post, para "contrarrestar la inflación y proteger a los pobres", y en marzo de 2009, estableció cuotas mínimas de producción para 12 alimentos básicos que estaban sujetos a los controles de precios, incluido el arroz blanco, el aceite de cocina, el café, el azúcar, la leche en polvo, el queso y la salsa de tomate. Sin embargo, la falta de moneda flotante significaba que el gobierno estaba pagando de más por estos alimentos, lo que provocó una escasez, ya que se comenzó a importar una cantidad limitada de estos alimentos, incluso cuando la demanda estaba creciendo.

#### Misiones y otros proyectos
Chávez creó muchos proyectos y misiones durante su presidencia, aunque a menudo también se atribuyó el mérito de 

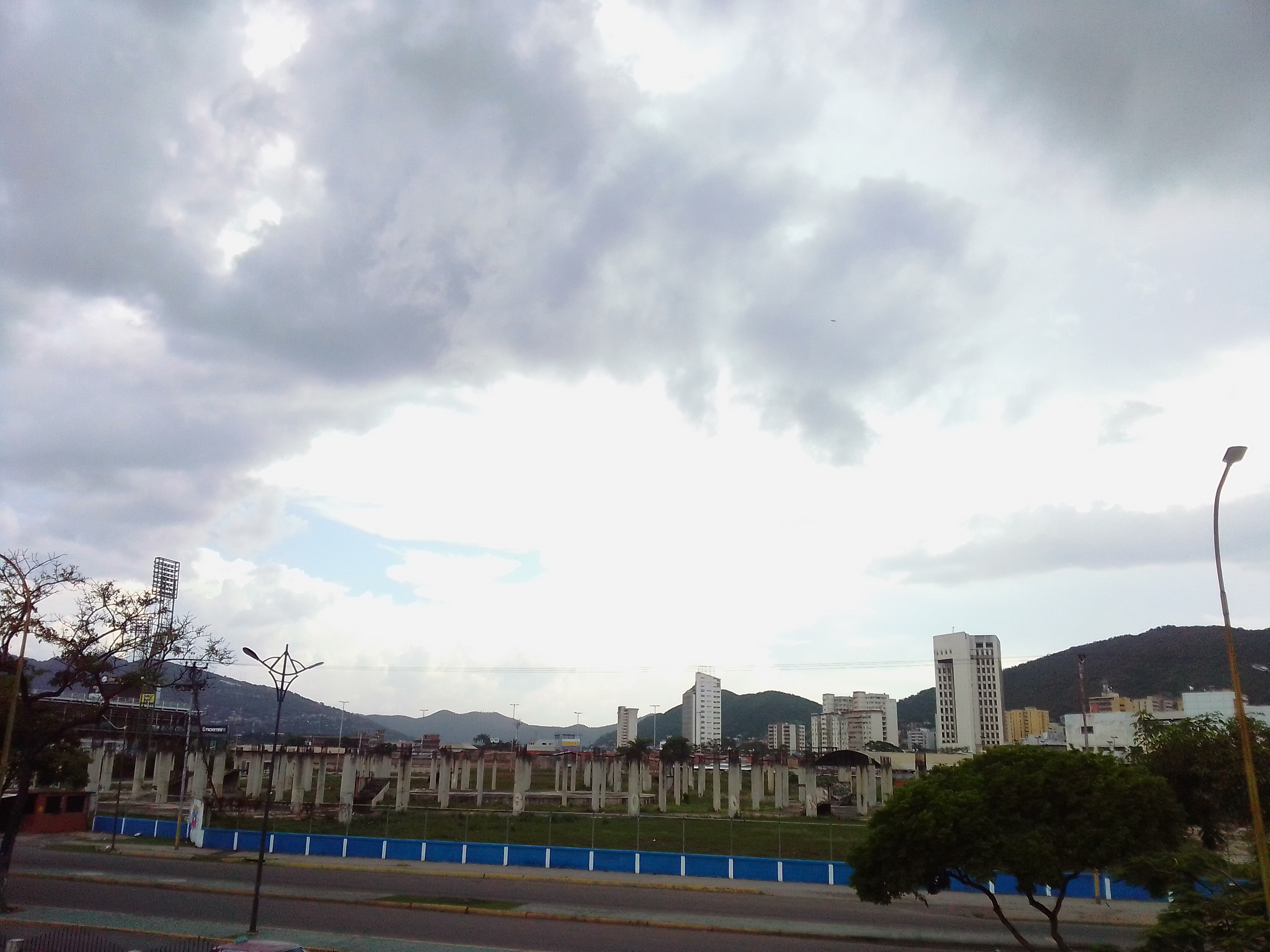
Obra inconclusa del nuevo Mercado Municipal del Puerto de la Cruz iniciada en el año 2001.

algunos iniciados por sus predecesores. Muchos proyectos iniciados durante su presidencia han quedado incompletos y han experimentado dificultades debido a problemas de financiamiento, costos políticos, corrupción y mala ejecución. A fines de 2013, más de 4.000 proyectos iniciados seguían incompletos y el 25% de esos proyectos comenzaron antes de 2006. A pesar de la inversión de miles de millones de dólares, proyectos que no se completaron y experimentaron múltiples retrasos incluyeron reparaciones al Complejo Parque Central, mudanza del basurero Las Mayas, saneamiento del río Guaire, Centro Nacional de Cáncer, Plan Vargas 2005, y múltiples proyectos de transporte.
Chávez también inició Mission Habitat, un programa del gobierno venezolano para construir nuevas viviendas para los pobres. La misión de vivienda también ha experimentado dificultades con El Universal al afirmar que una de las debilidades más destacadas del gobierno de Chávez fue el incumplimiento de sus metas de construcción de viviendas.  Chávez prometió construir 150.000 viviendas en 2006, pero en el primer semestre del año solo completó el 24 por ciento de esa meta, con 35.000 viviendas.  En 2013, el gobierno venezolano tampoco completó casi el 50% de las viviendas proyectadas.  Desarrolladores han evitado Venezuela debido a la gran cantidad de empresas a las que el gobierno les ha expropiado sus propiedades.     
Según el gobierno venezolano, el programa "Misión Milagro" contó con la colaboración de los gobiernos de Venezuela y Cuba para realizar atención oftalmológica gratuita a más de 1.139.798 personas, con un promedio de 5.000 operaciones semanales en 74 centros médicos de Venezuela, a julio. 2010. Varios miles de personas de otras naciones latinoamericanas, incluidos Argentina, Bolivia, Brasil, Costa Rica, Chile, República Dominicana, Ecuador, Guatemala, Nicaragua, Paraguay, Perú y Uruguay, también recibieron tratamiento gratuito en el marco del programa.

### Agricultura y reforma agraria
Desde 2003, Chávez estableció estrictos controles de precios de los alimentos, y estos controles de precios provocaron escasez y acaparamiento. En enero de 2008, Chávez ordenó al ejército incautar 750 toneladas de alimentos que los vendedores intentaban pasar ilegalmente a través de la frontera para vender a precios más altos de lo que era legal en Venezuela. En febrero de 2009, Chávez ordenó a los militares que tomaran temporalmente el control de todas las plantas procesadoras de arroz del país y las obligaran a producir a plena capacidad, lo que, según él, habían estado evitando en respuesta a los topes de precios. En mayo de 2010, Chávez ordenó a los militares incautar 120 toneladas de alimentos de Empresas Polar. En marzo de 2009, Chávez estableció cuotas mínimas de producción para 12 alimentos básicos que estaban sujetos a controles de precios, incluido el arroz blanco, aceite de cocina, café, azúcar, leche en polvo, queso y salsa de tomate. Los líderes empresariales y los productores de alimentos afirmaron que el gobierno los estaba obligando a producir estos alimentos con pérdidas. Chávez nacionalizó muchas granjas grandes. Chávez dijo de la tierra de cultivo: "La tierra no es privada. Es propiedad del estado". Un agricultor, refiriéndose a los funcionarios del gobierno que supervisan la redistribución de la tierra, dijo: "Esta gente no sabe nada de agricultura". En 2010, después de que el gobierno nacionalizara el puerto de Puerto Cabello, más de 120.000 toneladas de alimentos se pudrieron en el puerto. En mayo de 2010, después de que los controles de precios causaron escasez de carne de res, al menos 40 carniceros fueron arrestados, y algunos de ellos fueron retenidos en una base militar y luego registrados por la policía. 
El gobierno de Chávez aprobó varias leyes diseñadas para respaldar la soberanía alimentaria aumentando la producción agrícola nacional en Venezuela y reduciendo las importaciones agrícolas, y para redistribuir de manera más equitativa las tierras agrícolas no utilizadas. Antes de que Chávez fuera elegido, el 75% de la tierra agrícola en Venezuela era propiedad del 5% de los terratenientes y el 75% más pequeño de los terratenientes controlaba solo el 6% de la tierra. Gran parte de la tierra en manos de grandes terratenientes estaba en "latifundios" extremadamente grandes, y estaba ociosa e improductiva. La "Ley de la Tierra" aprobada por el gobierno de Chávez, declaró ilegales tales propiedades y ordenó que se les diera a las familias que necesitaban tierra para cultivar alimentos. En enero de 2009, el gobierno venezolano había redistribuido casi 2,7 millones de hectáreas de tierras ociosas (6,6 millones de acres, casi 1/3 de las tierras del latifundio existentes antes de 1998) a 180.000 familias campesinas sin tierra. Además, las reformas al Código Penal de Venezuela despenalizaron la ocupación de tierras privadas ociosas por campesinos sin tierra e iniciaron una iniciativa conocida como Misión Zamora para ayudar a los pequeños y medianos productores a obtener títulos de propiedad. Aunque el gobierno venezolano permite que los pequeños agricultores trabajen la tierra, no siempre les otorga el título de propiedad y, a veces, se les exige que trabajen como parte de un colectivo. Esta reasignación de tierras no conduce necesariamente a una mejor producción de alimentos; los agricultores se ven perjudicados por el hecho de que el estado establezca precios bajos para sus productos.
El crédito agrícola también aumentó drásticamente, de aproximadamente $ 164 millones en 1998 a casi $ 7.6 mil millones en 2008, y muchas de las decisiones crediticias fueron tomadas por los consejos comunales locales, en lugar de los burócratas del gobierno. Además, en 2008, se aprobaron varias leyes para brindar asistencia financiera a los pequeños agricultores con dificultades, como programas de alivio de la deuda y seguros para las cosechas.
El gobierno venezolano, bajo la administración de Chávez, también comenzó a ofrecer asistencia técnica y educación gratuitas a los agricultores, a través de su Instituto Nacional de Investigaciones Agropecuarias (INIA), que realiza investigaciones y proyectos agrícolas con pequeños agricultores.
El gobierno también trató de introducir la agricultura urbana a gran escala en la población para aumentar la autosuficiencia local. En Caracas, el gobierno lanzó Organopónico Bolívar I, un programa piloto para traer organopónicos a Venezuela. La agricultura urbana no fue adoptada en Caracas como lo ha sido en Cuba. A diferencia de Cuba, donde los organopónicos surgieron de abajo hacia arriba por necesidad, los organopónicos venezolanos fueron claramente una iniciativa de arriba hacia abajo basada en el éxito de Cuba. Otro problema para la agricultura urbana en Venezuela fueron las altas cantidades de contaminación en las principales áreas urbanas de Venezuela. En el Organopónico Bolívar I, un técnico viene cada 15 días para tomar una lectura del pequeño medidor de contaminación en el medio del jardín.

### Nacionalizaciones
En 2006, el gobierno de Chávez comenzó a nacionalizar varias industrias como parte de su política de redistribución de la riqueza y reducción de la influencia de las corporaciones multinacionales. Como resultado de estas nacionalizaciones, la producción de bienes en Venezuela había disminuido.
- Un artículo del 3 de enero de 2007 en el International Herald Tribune informó que los controles de precios estaban causando escasez de materiales utilizados en la industria de la construcción.[67] En 2008, la producción de cemento se nacionalizó en gran medida, y el gobierno compró plantas ubicadas en Venezuela que pertenecen a la mexicana Cemex, la suiza Holcim y la francesa Lafarge. Se acordaron compensaciones de $ 552 millones para Holcim y $ 267 millones para Lafarge, y ambas compañías acordaron permanecer como socios minoritarios y retener del 10 al 15 por ciento de las acciones; la toma de control de Cemex fue menos amistosa y hasta marzo de 2009 no se había acordado una compensación[68] Según un artículo de CBS News del 4 de abril de 2008, Chávez ordenó la nacionalización de la industria cementera, ante el hecho de que la industria exportaba sus productos para recibir precios superiores a los que se le permitía obtener dentro del país.[69] En 2013, se informó que la producción de cemento se redujo en un 60%, los hornos pararon y hubo que importar cemento de Colombia.[70] También se informó que algunas tiendas tenían escasez de cemento y racionarían la cantidad de bolsas de cemento compradas.[71] Los trabajadores de la Corporación Socialista del Cemento protestaron contra sus empleadores por no cobrar y no poder recibir ayuda en las clínicas debido a la deuda de la empresa.[72]

- La principal compañía telefónica, CANTV, fue nacionalizada al comprar la participación del 28,5 por ciento de Verizon Communications, con sede en Estados Unidos, por 572 millones de dólares. Desde las nacionalizaciones de las empresas de comunicación, se han realizado denuncias de censura por parte del gobierno y CANTV, especialmente durante las protestas venezolanas de 2014.[73][74][75][76][77][78][79][80]
- El productor privado de electricidad más grande del país, propiedad en un 82 por ciento de AES Corp, con sede en Estados Unidos, se obtuvo mediante el pago de $ 740 millones a AES por su participación.[81] Desde entonces, la red eléctrica de Venezuela ha estado plagada de apagones ocasionales en varios distritos del país. En 2011, tuvo tantos problemas que se establecieron raciones de electricidad para ayudar a aliviar los apagones.[82] El 3 de septiembre de 2013, el 70% del país se sumió en la oscuridad y 14 de los 23 estados de Venezuela declararon que no tenían electricidad durante la mayor parte del día.[83]
- En 2008, el gobierno venezolano nacionalizó la principal empresa siderúrgica, Sidor, controlada por Argentina, luego de meses de huelgas y disputas laborales.[84] Desde la nacionalización de Sidor, la producción de la empresa ha caído cada año.[85]

- En 2008, Chávez ordenó detener la construcción de un mega centro comercial en el centro de Caracas por parte de Sambil, diciendo que era un desarrollo inapropiado en un área ya superpoblada y con tráfico excesivo. Sugirió que la tierra sería nacionalizada y convertida en hospital o universidad.[86]
- Una planta de alimentos propiedad del gigante estadounidense Cargill fue nacionalizada a principios de 2009.[81]
- El 28 de febrero de 2009, Chávez ordenó a los militares que tomaran temporalmente el control de todas las plantas procesadoras de arroz del país y las obligaran a producir a plena capacidad, lo que, según él, habían estado evitando en respuesta a los topes de precios.[87]
- El Banco de Venezuela fue nacionalizado en 2009; Banco Bicentenario fue creado a fines de 2009 a partir de bancos nacionalizados asumidos en el transcurso de la crisis bancaria venezolana de 2009-2010.

### Impuestos
El gobierno venezolano instituyó varios impuestos nuevos sobre los artículos de lujo y no prioritarios, con el objetivo de trasladar la carga fiscal de la nación de los pobres a los ricos y controlar la inflación. En 2012, los impuestos de Venezuela ocuparon el puesto 188 entre 189 países debido al alto número de pagos por año y un impuesto del 61,7% sobre la renta por año.
Desde noviembre de 2007 hasta finales de 2007, todas las transacciones bancarias entre empresas tenían un impuesto del 1,5% extraído, como una forma de controlar la inflación absorbiendo el exceso de liquidez.
Desde marzo de 2009, el tipo del IVA se elevó al 12% para cubrir la reducción del precio del petróleo.
En octubre de 2009, el SENIAT, la agencia de recaudación de impuestos venezolana, anunció que gravaría los cigarrillos y el alcohol para reducir su consumo.

### Infraestructura

#### Transporte
A pesar de la gran escala de la construcción de carreteras a partir de la década de 1960 que benefició a la industria del aluminio y el petróleo; los servicios públicos, especialmente dentro de la infraestructura de Venezuela, eran deficientes. A principios de agosto de 2008, Chávez anunció que Venezuela se asociaría con Argentina y Brasil para construir un tren que conectaría la capital de Venezuela (Caracas) con Argentina (Buenos Aires), y ciudades intermedias.
El proyecto ferroviario de Venezuela está suspendido debido a que Venezuela no puede pagar los $ 7.5 mil millones y le debe a China Railway casi $ 500 millones.

### Políticas económicas internacionales

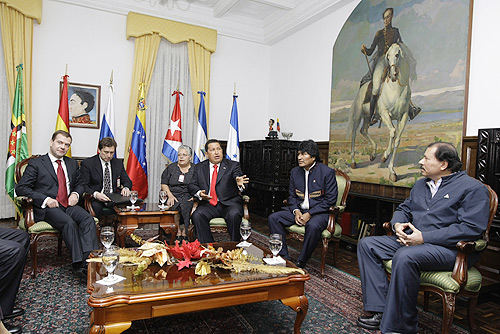
Dmitry Medvedev, Hugo Chávez, Evo Morales y Daniel Ortega se reunieron para discutir el bloque económico regional propuesto conocido como ALBA el 27 de noviembre de 2008.

Uno de los principales objetivos de la administración de Chávez era reducir la influencia de los capitalistas extranjeros en Venezuela, como parte de su impulso general hacia la democratización económica localizada. Con este objetivo, promovió enérgicamente diversas formas de integración económica y política latinoamericana, como las monedas regionales (por ejemplo, SUCRE, algo análogo al euro), instituciones crediticias / financieras regionales como Bancosur (para eliminar la dependencia del FMI/Banco Mundial) y pactos comerciales (como ALBA, Petrosur o trueque de petróleo por médicos con Cuba). 
El sistema SUCRE es un sistema de moneda virtual utilizado principalmente por Venezuela y Ecuador. Existen algunos riesgos como el blanqueo de capitales y el fraude. Sin embargo, se ha considerado beneficioso para el comercio desde que Ecuador utiliza el dólar estadounidense como moneda nacional y los estrictos controles de divisas de Venezuela han creado una escasez de dólares estadounidenses en Venezuela.

#### Integración regional
Uno de los objetivos clave de la administración de Chávez fue la creación de un bloque comercial/político regional, la Alianza Bolivariana para las Américas (ALBA), que actuaría como una alternativa al Tratado de Libre Comercio de las Américas (ALCA). El gobierno venezolano afirma que el proceso de toma de decisiones del ALCA es antidemocrático, que aumenta el poder de las corporaciones a expensas de la soberanía nacional y que la privatización mata a los pobres.
Cuba, Nicaragua, Honduras, Bolivia y Ecuador se unieron a Venezuela como miembros del ALBA. Por ejemplo, a cambio de petróleo venezolano con descuento (que Cuba necesita debido al embargo estadounidense), Cuba (que tiene un sistema de atención médica relativamente bien desarrollado) ha proporcionado a Venezuela miles de médicos y maestros, que brindan atención médica y educación a Pobres de Venezuela. Chávez describió ALBA como "un modelo flexible para la integración de América Latina que sitúa las preocupaciones sociales en la vanguardia"  y defensores de "orientación social" formas de comercio en lugar de los "estrictamente basado en la lógica de la desregulada maximización de beneficios".
Eudomar Tovar, presidente del Sistema Unificado de Compensación Regional (SUCRE) dijo: 
 

#### Deuda externa
Chávez anunció el retiro de Venezuela del Fondo Monetario Internacional y del Banco Mundial luego de pagar todas las deudas de su país con estas instituciones; los acusó de ser una herramienta imperial que apunta a explotar a los países pobres, informaron fuentes noticiosas. Pero a marzo de 2008, Venezuela sigue siendo miembro de ambas instituciones.
En 2005, el gobierno venezolano se asoció con Argentina y Brasil para negociar su deuda externa como un bloque colectivo. Chávez también sugirió que al menos el 10% de toda la deuda externa de América Latina se pague a un "Fondo Humanitario Internacional", que se utilizaría para financiar programas sociales sin tener que imponer requisitos de ajuste estructural neoliberal.
El gobierno venezolano se estaba quedando sin divisas para pagar las facturas antes de la muerte de Chávez. Un importante proyecto ferroviario en Venezuela se retrasó porque Venezuela no puede pagar 7.500 millones de dólares y le debe a China Railway casi 500 millones de dólares Muchas aerolíneas internacionales como Air Canada, Air Europa, American Airlines y United Airlines suspendieron sus operaciones en Venezuela. El gobierno venezolano enfrentó acusaciones de deber a aerolíneas internacionales más de $ 3.7 mil millones y violar tratados, y la Asociación Internacional de Transporte Aéreo acusó al gobierno de no "repatriar" $ 3.7 mil millones en ingresos por pasajes aéreos adeudados a aerolíneas extranjeras.

#### Moneda y reservas extranjeras
Cuando fue elegido inicialmente para el cargo en 1998, Chávez prometió que no crearía controles de cambio de divisas.
Para evitar la fuga de capitales y mantener la estabilidad del bolívar (la moneda de Venezuela), el gobierno de Chávez promulgó controles monetarios estrictos en enero de 2003, lo que dificultó a los inversionistas cambiar bolívares por dólares. Los controles obligaron a muchos inversores venezolanos a buscar oportunidades de inversión nacional, en lugar de inversiones extranjeras. También resultó en un gran aumento en las reservas de divisas, que habían llegado a $ 35 mil millones en 2006, que es tan alto como Canadá (que tiene una población ligeramente más alta), y sobre una base per cápita es mucho mayor que Alemania ($ 55 mil millones). A fines de 2013, las reservas de oro y divisas de Venezuela cayeron $ 9 mil millones en un año a $ 21 mil millones.
Desde que se impusieron los controles cambiarios en 2003, hubo una serie de devaluaciones que desestabilizaron la economía; la devaluación de febrero de 2013 fue la séptima desde que Chávez asumió el poder.

#### Comercio Exterior
El comercio exterior de Venezuela ocupó el puesto 179 entre 185 países debido a muchas razones. Uno fue la gran cantidad de documentos que se necesitan para exportar e importar. La cantidad de tiempo para exportar mercancías desde Venezuela era más de 5 veces mayor que el promedio de un país, mientras que el tiempo de importación es 8 veces mayor que el promedio. Los precios para el comercio también eran 3 veces más altos que el promedio de un país.
Aunque Venezuela hasta 2012 trató de buscar la autonomía de la mayoría de los países extranjeros, Estados Unidos siguió siendo su mayor socio comercial. Venezuela envío el 39,3% de sus exportaciones a Estados Unidos y la mayoría de las importaciones que componen el 31,2% son de Estados Unidos.

## Indicadores económicos

### Crecimiento económico y producción
Las confiscaciones de empresas privadas por parte del gobierno de Chávez, especialmente las petroleras, debilitaron enormemente al sector privado; la producción de petróleo colapsó. El gobierno de Venezuela trata a PDVSA como una fuente de ingresos, y la empresa solo contrata partidarios políticos del presidente. El PIB de Venezuela fue aproximadamente el mismo en 2012 que en la década de 1970.
Según el Centro de Investigación Económica y Política (CEPR) de Mark Weisbrot, la economía venezolana creció en promedio un 11,85% en el período 2004-2007. Para el año 2009, la economía venezolana se contrajo en un promedio de 2.9% debido a la recesión global.

### Ingresos y pobreza
Durante la última década bajo Chávez, la tasa de pobreza por ingresos en Venezuela se redujo en más de la mitad, del 54% de los hogares por debajo del nivel de pobreza en el primer semestre de 2003, al 26% a fines de 2008. La "pobreza extrema" cayó aún más, en un 72%. Además, "estas tasas de pobreza miden solo los ingresos en efectivo y no tienen en cuenta un mayor acceso a la atención médica o la educación".
Datos informa que los ingresos reales crecieron un 137% entre 2003 y el primer trimestre de 2006. Las cifras oficiales de pobreza se redujeron en un 10%. Sin embargo, el Banco Mundial estima que el 31,9% se encuentra por debajo del umbral de pobreza.
Algunos científicos sociales y economistas afirman que las cifras de pobreza de ingresos reportadas por el gobierno no cayeron en proporción a los vastos ingresos petroleros del país en los últimos dos años, gran parte de los cuales se destinaron al gasto social para disminuir el costo de vida.
La tasa de mortalidad infantil de Venezuela se redujo en un 18,2% entre 1998 y 2006.

### Precios al consumidor e inflación

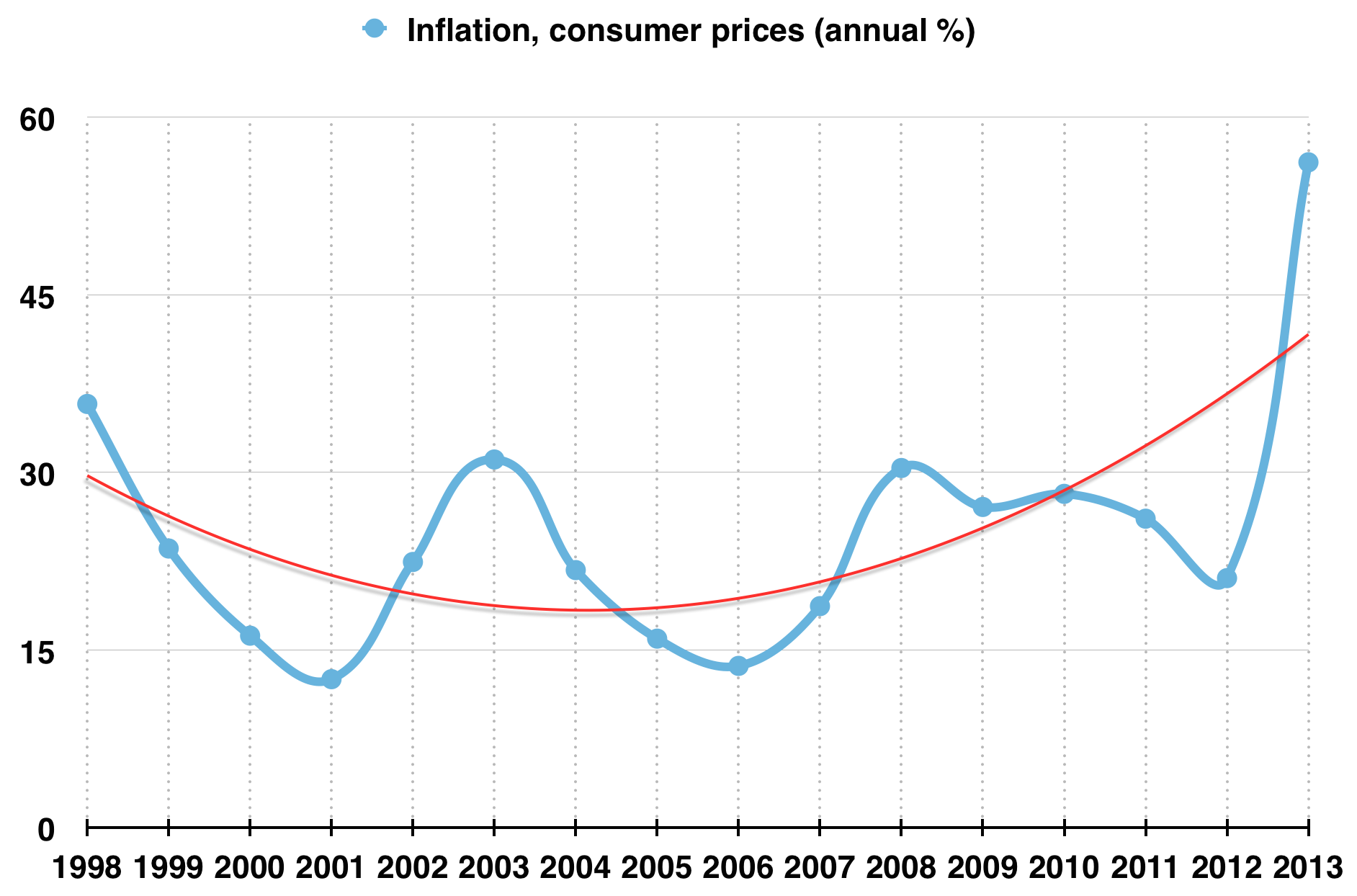
Inflación: 1998-2013 La línea azul representa las tasas de inflación anual mientras que la línea roja representa la tendencia de las tasas de inflación. Fuentes: Fondo Monetario Internacional: Datos y Estadísticas CIA: The World Factbook Reuters.

Cuando Chávez asumió el cargo, la tasa de inflación anual era del 29,5% y, según el Banco Central de Venezuela, la inflación cayó al 14,4% en 2005. Durante 2005, los bienes importados fueron más baratos que los productos fabricados en Venezuela; la variabilidad en el precio de los bienes estaba relacionada con el desempeño de las importaciones y la estabilidad cambiaria. En el segundo trimestre de 2006, la inversión fija bruta fue la más alta jamás registrada por el Banco Central de Venezuela desde que comenzó a rastrear la estadística en 1997. 
En 2009 la tasa de inflación fue del 27,1%. Según The Economist, las políticas económicas del gobierno de Chávez, incluidos los estrictos controles de precios, han llevado a Venezuela a tener la inflación más alta del mundo en ese momento. Cuando Chávez dejó el cargo, la tasa de inflación era del 29,4%, un 0,1% menos que cuando asumió por primera vez.

### Gastos gubernamentales
La mayoría de las áreas del gasto social aumentaron drásticamente desde que Chávez fue elegido por primera vez en 1998.
El gasto en educación como porcentaje del PIB (que creció drásticamente desde 1998) se situó en el 5,1% en 2006, frente al 3,4% del último año del gobierno de Caldera. El gasto en salud aumentó del 1,6 por ciento del PIB en 2000 al 7,71 por ciento en 2006. El gasto en vivienda "recibe escaso apoyo público", aumentando solo "del 1% del PIB al 1,6% en 2006".   

### Valor implícito y mercado negro de divisas

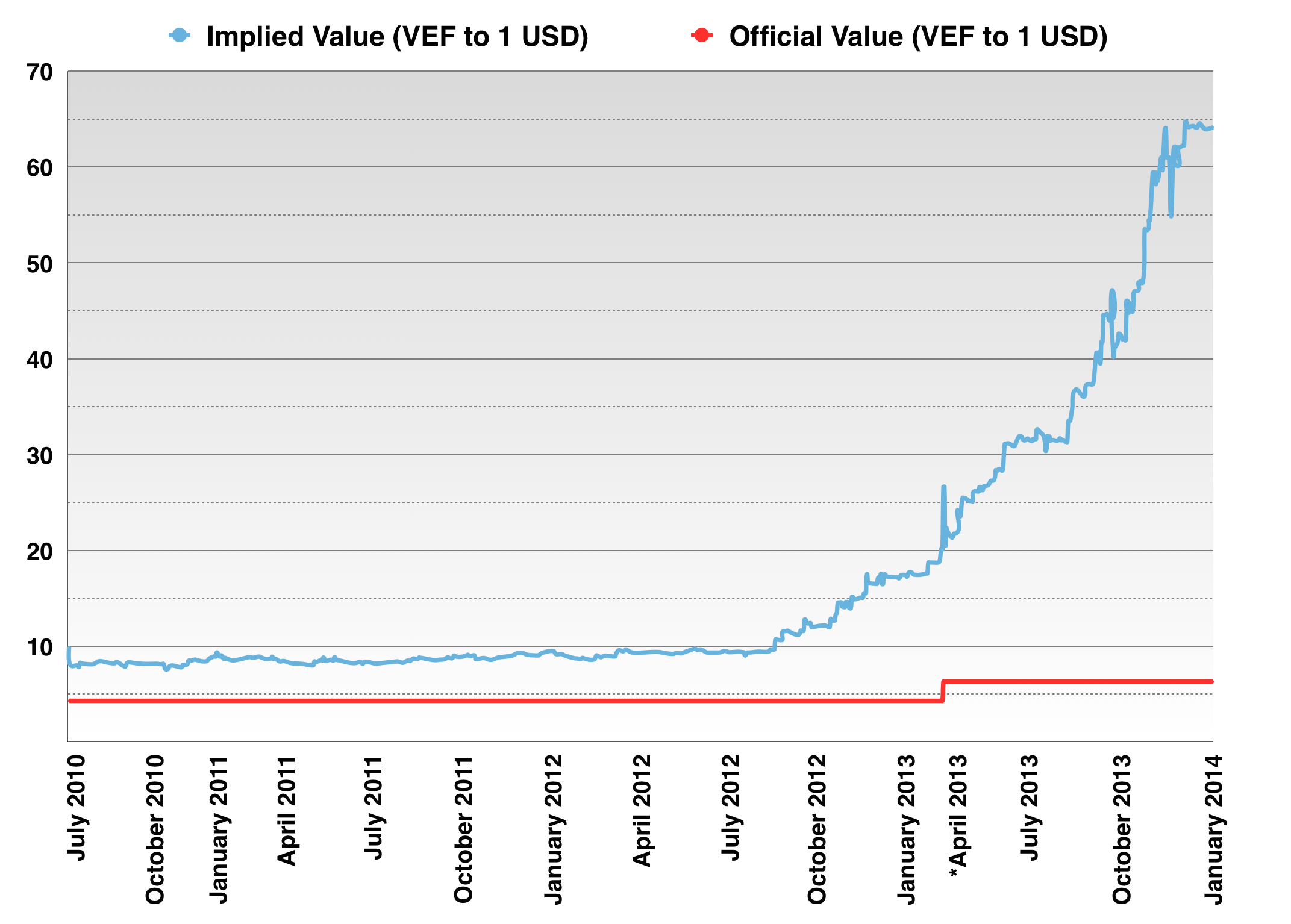
La línea azul representa el valor implícito de VEF en comparación con el USD. La línea roja representa lo que el gobierno venezolano califica oficialmente como VEF. Fuentes: Banco Central de Venezuela, Dólar Paralelo, Banco de la Reserva Federal, Fondo Monetario Internacional.

El valor implícito o "valor del mercado negro" es lo que los venezolanos creen que vale el Bolívar Fuerte en comparación con el dólar estadounidense. En los primeros años de la oficina de Chávez, sus programas sociales recién creados requirieron grandes pagos para hacer los cambios deseados. El 5 de febrero de 2003, el gobierno creó CADIVI, una junta de control de divisas encargada de manejar los procedimientos cambiarios. Su creación fue para controlar la fuga de capitales poniendo límites a las personas y ofreciéndoles una cantidad limitada de moneda extranjera. Este límite a la moneda extranjera llevó a la creación de una economía de mercado negro de divisas, ya que los comerciantes venezolanos dependen de bienes extranjeros que requieren pagos con monedas extranjeras confiables. A medida que Venezuela imprimía más dinero para sus programas sociales, el bolívar continuó devaluándose para los ciudadanos y comerciantes venezolanos, ya que el gobierno tenía la mayoría de las monedas más confiables.
A fines de 2013, el tipo de cambio oficial era de 1 USD a 6,3 VEF, mientras que el tipo de cambio del mercado negro era más de diez veces mayor, ya que el valor real del bolívar está sobrevalorado para las empresas venezolanas. Dado que los comerciantes solo pueden recibir la moneda extranjera necesaria del gobierno, deben recurrir al mercado negro que a su vez eleva los precios del comerciante para los consumidores. Las altas tasas en el mercado negro dificultan que las empresas compren los bienes necesarios, ya que el gobierno a menudo obliga a estas empresas a realizar recortes de precios. Esto lleva a que las empresas vendan sus productos y obtengan pocas ganancias, como las franquicias venezolanas de McDonald's que ofrecen una comida Big Mac por solo $ 1. Dado que las empresas obtienen bajas ganancias, esto conduce a una escasez, ya que no pueden importar los bienes de los que depende Venezuela. La empresa productora de alimentos más grande de Venezuela, Empresas Polar, ha declarado que es posible que deban suspender parte de la producción durante casi todo el año 2014, ya que deben a proveedores extranjeros $ 463 millones. El último informe de desabastecimiento en Venezuela mostró que el 22,4% de los bienes necesarios no están en stock. Este fue el último informe del gobierno desde que el banco central ya no publica el índice de escasez. Esto ha llevado a la especulación de que el gobierno está ocultando su incapacidad para controlar la economía, lo que puede crear dudas sobre los datos económicos futuros publicados.

### Comida y Agricultura
Cuando entraron en vigor las medidas agrícolas de la administración de Chávez, las importaciones de alimentos aumentaron drásticamente y los pilares agrícolas como la carne de res, el arroz y la leche experimentaron caídas en la producción. Con la disminución de los ingresos del petróleo, la escasez de alimentos se generalizó. Venezuela enfrentó una grave escasez de alimentos, ya que los controles de precios del gobierno de Chávez distorsionaron el mercado.
En enero de 2008, Chávez ordenó a las fuerzas armadas incautar 750 toneladas de alimentos que los vendedores intentaban ilegalmente pasar de contrabando a través de la frontera para vender a precios más altos de lo que era legal en Venezuela. En febrero de 2009, Chávez ordenó a los militares que tomaran temporalmente el control de todas las plantas procesadoras de arroz del país y las obligaran a producir a plena capacidad, lo que, según él, habían estado evitando en respuesta a los topes de precios. En mayo de 2010, Chávez ordenó al ejército incautar 120 toneladas de alimentos de Empresas Polar después de que las autoridades detectaran inconsistencias en los informes del conglomerado Empresas Polar.
Como parte de su estrategia de seguridad alimentaria, Chávez puso en marcha una cadena nacional de supermercados, la red Mercal, que contaba con 16.600 puntos de venta y 85.000 empleados que distribuían alimentos a precios muy reducidos, y que operaba 6000 comedores populares en todo el país. En 2008, la cantidad de alimentos con descuento vendidos a través de la red fue de 1,25 millones de toneladas métricas, menudo vendidas hasta un 40% por debajo del precio máximo establecido para las tiendas de propiedad privada. Simultáneamente, Chávez expropió muchos supermercados privados. La red Mercal fue criticada por algunos comentaristas por ser parte de la estrategia de Chávez de marcarse a sí mismo como un proveedor de comida barata, y las tiendas destacan su imagen. La red Mercal estaba sujeta a una escasez frecuente de productos básicos como carne, leche y azúcar, y cuando llegaban productos escasos, los compradores tenían que hacer cola. 
En marzo de 2009, el gobierno venezolano estableció cuotas mínimas de producción para 12 alimentos básicos que estaban sujetos a controles de precios, incluido el arroz blanco, el aceite de cocina, el café, el azúcar, la leche en polvo, el queso y la salsa de tomate, con el objetivo de impedir que las empresas de alimentos evadiendo la ley. Los líderes empresariales y los productores de alimentos afirmaron que el gobierno los estaba obligando a producir estos alimentos con pérdidas. Chávez expropió y redistribuyó 5 millones de acres de tierras agrícolas de los grandes terratenientes, diciendo: "La tierra no es privada. Es propiedad del estado... La tierra es para quien la trabaja". Sin embargo, la falta de recursos básicos hizo que fuera difícil o imposible hacer un uso completo de las tierras expropiadas por parte de sus nuevos arrendatarios, lo que condujo a un menor grado general de productividad a pesar de una mayor superficie total de tierra cultivada.
En 2011, los precios de los alimentos en Caracas eran nueve veces más altos que cuando se establecieron los controles de precios y resultaron en escasez de aceite de cocina, pollo, leche en polvo, queso, azúcar y carne. Datanálisis encontró que la leche en polvo se podía encontrar en menos de la mitad de las tiendas de abarrotes en Venezuela y que la leche líquida era aún más escasa en el país. José Guerra, exejecutivo del Banco Central de Venezuela (BCV) explicó que los grandes aumentos de Venezuela en la compra de alimentos en 2012 y las reservas que se encontraban en sus niveles más bajos desde 2004 contribuyendo a la escasez de dólares que sufrió Venezuela en los años posteriores a 2012.
En 2010, después de que el gobierno nacionalizara el puerto de Puerto Cabello, más de 120.000 toneladas de alimentos por valor de 10,5 bolívares se pudrieron en el puerto.

### Empleo
En junio de 2010, Mark Weisbrot, partidario de las políticas de Chávez, escribió que los empleos eran mucho menos escasos entonces que cuando Chávez asumió el cargo, con un desempleo del 8% en 2009 en comparación con el 15% en 1999. También afirmó que el número de médicos de primera línea se había multiplicado por diez en el sector público y que la matrícula en la educación superior se había duplicado, y señaló que estas estadísticas estaban respaldadas por la ONU y el Banco Mundial.
Según cifras del gobierno, el desempleo cayó un 7,7% desde el inicio de la presidencia de Chávez.  Cayó al 10% en febrero de 2006, desde el máximo del 20% en 2003 durante una huelga de dos meses y un cierre comercial que paralizó la industria petrolera del país. 

### Entorno de negocio
Según Gilberto Gudino Millán, presidente de la Unión Sindical y de Servicios Empresariales del Estado Zulia (UCEZ), 490.000 empresas habían salido de Venezuela entre 1998 y 2014 en lo que llamó un "holocausto empresarial". El Foro Económico Mundial clasificó a Venezuela como 82 de 102 países en una medida de cuán favorable era la inversión para las instituciones financieras. En Venezuela, un inversor extranjero necesitaba un promedio de 119 días y tenía que completar 14 solicitudes diferentes para organizar un negocio, mientras que el promedio en los países de la OCDE era de 30 días y seis solicitudes. La Corporación Financiera Internacional clasificó a Venezuela como uno de los países más bajos para hacer negocios, ubicándose en 180 de 185 países en su informe Doing Business 2013, con la protección de los inversores y los impuestos como sus peores clasificaciones. En enero de 2013, la Heritage Foundation y el Wall Street Journal otorgaron a la libertad económica de Venezuela un puntaje bajo de 36.1, veinte puntos menos que 56.1 en 1999 y se ubicó en un lugar muy bajo en 174 de 177 países en su informe del  Índice de Libertad Económica de 2013.

### Inversión extranjera
En 2006, el entorno empresarial en Venezuela fue catalogado como "inversión arriesgada y desalentada" por El Universal. Medidos por los precios en las bolsas de valores locales, los inversionistas extranjeros estaban dispuestos a pagar en promedio 16,3 años de ganancias para invertir en empresas colombianas, 15,9 en Chile, 11,1 en México y 10,7 en Brasil, pero solo 5,8 en Venezuela. El Foro Económico Mundial clasificó a Venezuela como 82 de 102 países en una medida de cuán favorable era la inversión para las instituciones financieras. En Venezuela, un inversor extranjero necesitaba un promedio de 119 días y tenía que completar 14 solicitudes diferentes para organizar un negocio, mientras que el promedio en los países de la OCDE era de 30 días y seis solicitudes. 

## Otras lecturas
- Mark Weisbrot; Rebecca Ray "Actualización sobre la economía venezolana" Archivado el 15 de abril de 2015 en Wayback Machine., Centro de Investigaciones Económicas y Políticas, septiembre de 2010